# Børge Larsen (atlet)
Børge Ludvig Larsen (15. februar 1911 i København-7. juli 1979 i København) var en dansk atlet (løber). Han var medlem af IF Sparta og fra 1937 AC 37.
Børge Larsen deltog i OL 1936 i Berlin, hvor han blev slået ud i inledende heat på 1500 meter. Han blev dansk mester på distancen 1937.

## Danske mesterskaber
- Sølv 1938 1500 meter 4,02,0
- Guld 1937 1500 meter 4,05,2
- Sølv 1935 1500 meter 4,06,1
- Sølv 1933 1500 meter 4,03,8

## Personlige rekorder
- 1500 meter: 3,58,8 (1937).